# Inis Fail
Gli Inis Fail sono un gruppo musicale italiano che suona musica irlandese.

## Storia del gruppo
La carriera artistica del gruppo Inis Fail inizia nel 1996, da un'idea del flautista Luca Crespi, originario di  Saronno (VA), e di altri musicisti che condividevano l'interesse per la musica tradizionale irlandese.
Dopo l’importante vittoria dell’Irish Folk Contest al Palalido di Milano nel marzo del 1998, il gruppo si è esibito nei più importanti festival italiani di musica celtica, apparendo in cartellone a fianco di gruppi della come Patrick Street, Dervish, Ossian, Tannahill Weavers, Craobh Rua, Lunasa, Four Men and a dog, Liam O’Connor.
L'intensa attività si è realizzata attraverso centinaia di esibizioni in diversi ambiti (festival musicali e cinematografici, locali, programmi televisivi su reti TMC, RAI e MEDIASET, teatri) e di studio continuo e aggiornato del repertorio tradizionale, anche grazie a frequenti soggiorni in Irlanda, in cui i musicisti del gruppo hanno avuto modo di assimilare e personalizzare lo stile musicale irlandese. Dopo numerose variazioni, la formazione si è stabilizzata con quella attuale. L'ingresso del violinista irlandese Colm Murphy nel 2011 ha contribuito a completare ed arricchire il “carattere irish” del gruppo.
la Band ha conseguito inoltre numerosi consensi anche all'estero (Svizzera, Germania e Francia), coinvolgendo importanti artisti irlandesi, tra i quali Arty McGllyn, Nolagh Casey, John McSherry, Michael McGoldrick, Liam O'Connor, Alan Kelly.
il primo CD “tradizionale” ha trovato spazio dell’importante Radio Na Gaeltachta di Casla, County Galway)
Gli Inis Fail sono tra i gruppi folk più apprezzati del panorama italiano, di loro dicono:
"(...) fa sempre piacere vedere un ensemble che non riposa sugli allori ma si muove e cresce a tutti i livelli: dall'affiatamento tra i componenti alla qualità dei suoni, dalle collaborazioni con altri musicisti alla selezione dei brani". (KELTIKA - Gennaio 2002)
"The Blue Bottle": Un lavoro davvero ben riuscito che senza dubbio rappresenta uno dei migliori lavori che abbiamo ascoltato negli ultimi anni: c'è qualcosa che li rende riconoscibilissimi senza mai che ce ne sia coscienza. (celticworld.it, 1 aprile 2004)
Uno dei più conosciuti gruppi italiani nell'ambito della musica irlandese che riscuote notevole successo anche all'estero (...). Un concerto davvero interessante per gli appassionati del genere e non solo. (La Provincia di Sondrio, 22 luglio 2008)

## Formazione

### Formazione attuale
- Francesco Bettoni, chitarra (2004-presente)
- Luca Crespi, Flauto Irlandese, Uillean Pipes (1996-presente)
- Colm Murphy, violino, fiddle (2011-presente)
- Alessia Pasini, Bodhrán e voce (1998-presente)
- Lucia Picozzi, fisarmonica (1998-presente)

### Ex componenti
- Federico Betti, violino
- Alessandro Betti, bouzouki
- Diego Carli, bouzouki, mandolino, banjo
- Sergio Cavaleri, chitarra (1996-2004)
- Ivan Ferioli, voce
- Giada Lugli, bodhrán
- Milo Molteni, violino
- Emanuele Frattini, flauto Irlandese (2006-2007)
- Enrico Monaco, Contrabbasso
- Marco Crespi, bouzouki, basso (1999-2003)

## Discografia
Album in studio
- 1998 – One More
- 2001 – Tradizionale
- 2004 – The Blue Bottle
- 2006 – Rebound
- 2019 - Will You Come Home with Me